# Nils Olsson (1913–2003)
Nils Hilmer Olsson, född 29 mars 1913 i Uddevalla, död 3 november 2003 i Smålandsstenar, Jönköpings län,var en svensk målare och tecknare. 
Olsson studerade bland annat vid Gerlesborgsskolan i Bohuslän 1956 och under studieresor till Norge. Separat ställde han ut i Bengtsfors, Åmål, Mellerud, Uddevalla och på Galerie S:t Nikolaus i Stockholm. Han medverkade i ett flertal samlingsutställningar bland annat i Frankrike, Island, Norge och Sovjet. Hans tecknade konst består av bohuslänska folktyper, bönder, fiskare och bybor i olja har han främst målat landskapsbilder. Olsson är representerad vid Moderna museet  i Stockholm.